# ماورو سيتشيرو (لاعب كرة قدم)
ماورو سيتشيرو (بالإسبانية: Mauro Cichero) هو لاعب كرة قدم فنزويلي في مركز الدفاع، ولد في 16 أكتوبر 1951 في جنوة في إيطاليا، وتوفي في 21 يناير 2019.

## وصلات خارجية
- ماورو سيتشيرو (لاعب كرة قدم) على موقع قاعدة بيانات كرة القدم.إي يو (الإنجليزية)
- ماورو سيتشيرو (لاعب كرة قدم) على موقع أوليمبيديا (الإنجليزية)